# CO2 mon amour
CO2 mon amour est une émission de radio sur l'environnement diffusée le dimanche sur France Inter, animée par Denis Cheissoux.

## Concept
L'émission a pour sujet l'environnement. D'autres personnes accompagnent Denis Cheissoux dans ces émissions : le botaniste Jean-Marie Pelt (entre 2000 et 2015), des chroniqueurs tels que Nathalie Fontrel, Jean-Pierre Raffin, ou encore Frédéric Denhez.

## Historique
De 2000 à 2002, l'émission s'intitule Chassez le naturel, avant de prendre le nom CO2 mon amour (en référence au roman E=mc² mon amour de Patrick Cauvin ).
En juin 2019, Denis Cheissoux reçoit le prix Reporters d'espoirs 2019 pour son émission.

## Équipe
- Producteur et présentateur : Denis Cheissoux
- Réalisateur : Christophe Imbert
- Attachés de production : Camille Blanès
- Programmateur musical : Thierry Dupin